# المشهد الأخلاقي
المشهد الأخلاقي: كيف يحدد العلم القيم الأخلاقية (بالإنجليزية: The Moral Landscape: How Science Can Determine Human Values) هو كتاب صدر عام 2010 لعالم الأعصاب والفيلسوف سام هاريس يدعو فيه إلى اتخاذ فرع أخلاقي في العلم الحديث ويزعم فيه أن كثيرا من المفكرين لطالما أخفقوا في فهم وتعريف العلاقة ما بين الأخلاق، الحقائق والعلم. يرمي هاريس إلى بناء مسار ثالث بين العلمانيين الذي يقولون بأن الأخلاق مسألة نسبية (الأخلاقيين النسبيين) وبين المتدينين الذي يزعمون بأن الأخلاق مصدرها الله والنص الديني.